# Сидоровский (Чертковский район)
Сидоровский — хутор в Чертковском районе Ростовской области.
Входит в состав Кутейниковского сельского поселения.

## Население
| 2010 |
| ---- |
| 101  |

## Улицы
- ул. Маяковского,
- ул. Фрунзе,
- пер. Сидоровский.